# Міль серпокрила персикова
Міль серпокрила персикова (Ypsolopha persicella)  — вид молі з родини Ypsolophidae.

## Поширення
Ареал охоплює Південно-Східну та Центральну Європу, Кавказ, Малу Азію.
В Україні персикова серпокрила міль поширена в Криму.

## Морфологічні ознаки

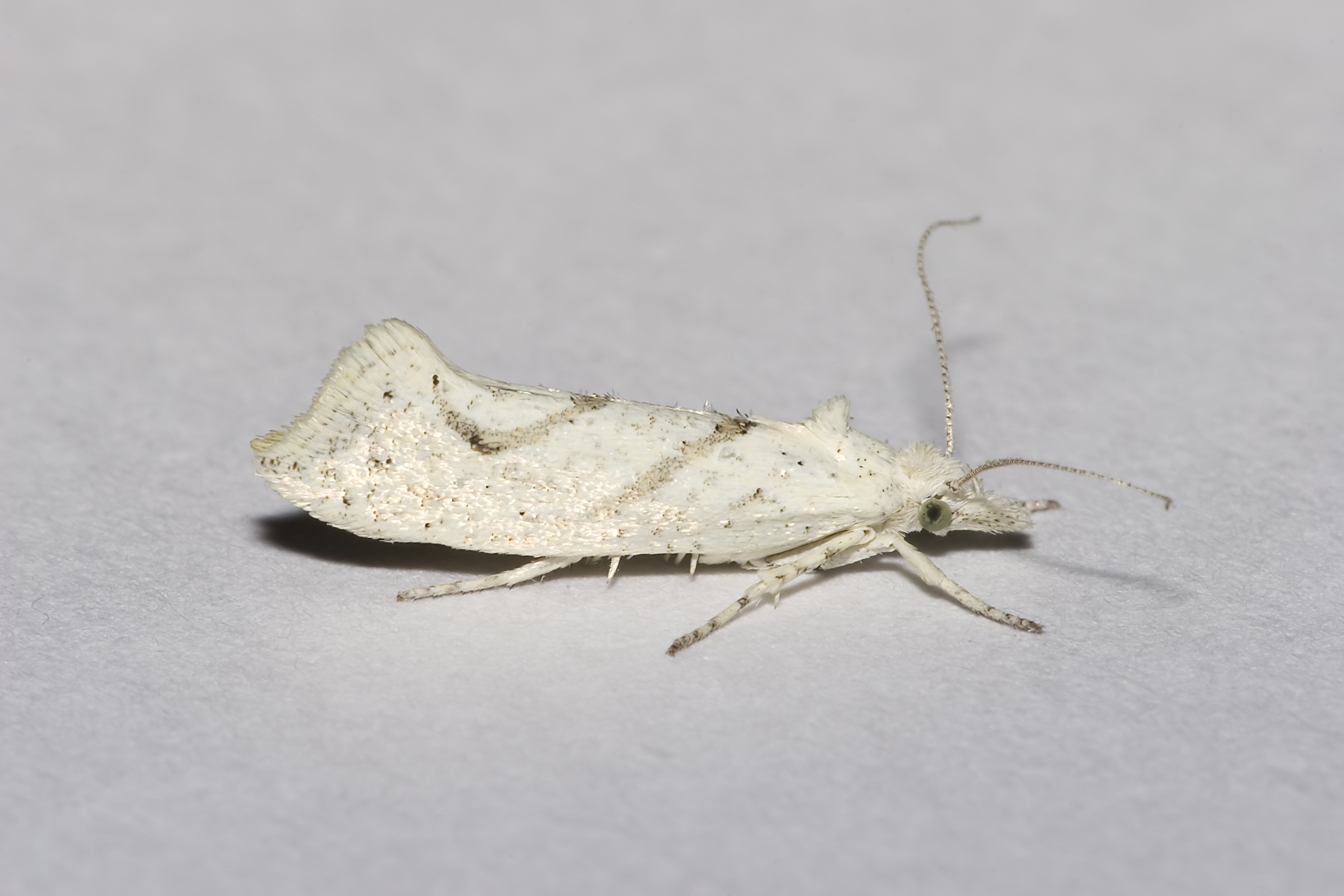
Персикова серпокрила міль

Невеликий метелик з вузькими довгими крилами, що складаються уздовж спини. Розмах крил — 19-25 мм. Передні крила жовтувато-білі з двома поперечними коричневими смужками. Задні крила світло-сірі з бахромою з довгих світлих волосків. Гусениця блідо-зелена, з двома поздовжніми світлими смужками на спині. Довжина дорослої гусениці — 20-25 мм.

## Особливості біології
Дає одну генерацію на рік. Літ імаго з кінця травня до осені. Самка відкладає на корі гілок яйця, що залишаються зимувати. Навесні з яєць виходять гусениці. Гусениці дуже рухливі. Живуть в легкому павутинному коконі між скріпленим павутиною листям. Харчується гусінь листям персика, абрикоса, аличі, сливи, мигдалю. Навесні гусениці пошкоджують молоді листочки, які ще не встигли розпуститися, виїдаючи в їх м'якоті наскрізні отвори. Пізніше в листі вони вигризають великі діри або об'їдають середню і нижню частини листа. Розвиток гусениці триває протягом 20-25 днів, після чого гусінь з листя переміщується на стовбур або гілки, де в тріщинах кори заляльковується в білому павутинному коконі. Стадія лялечки триває 15-20 днів.

## Заходи боротьби
Персикова серпокрила міль — шкідник сільського господарства, пошкоджує листя персика, дуже рідко абрикоса, мигдалю, сливи та аличі. Навесні до розпускання бруньок на персику при температурі не нижче 4°С проводиться обприскування ДНОК або трихлоролем для знищення зимуючих яєць. Після цвітіння проти гусениць застосовують фозалон або етафос.